# David Shields
Pour les articles homonymes, voir Shields.
Œuvres principales
- Besoin de réel : Un manifeste littéraire

David Shields, né le 22 juillet 1956 à Los Angeles en Californie, est un écrivain américain.

## Œuvres

### Romans
- (en) Heroes, 1984
- (en) Dead Languages, 1989
- (en) Handbook for Drowning, 1992

### Essais
- (en) Remote: Reflections on Life in the Shadow of Celebrity, 1996
- (en) Black Planet: Facing Race during an NBA Season, 1999
- (en) "Baseball Is Just Baseball": The Understated Ichiro, 2001
- (en) Enough About You: Adventures in Autobiography, 2002
- (en) Body Politic: The Great American Sports Machine, 2004
- (en) The Thing About Life Is That One Day You'll Be Dead, 2008
- (en) The Inevitable: Contemporary Writers Confront Death, 2011
- (en) Fakes, 2012
- (en) How Literature Saved My Life, 2013
- (en) Salinger, 2013
- (en) I Think You're Totally Wrong, 2015
- Besoin de réel : Un manifeste littéraire, Au diable vauvert, 2016 ((en) Reality Hunger: A Manifesto, 2010), 304 p.  (ISBN 979-1-03070-070-1)